# Mia Neal
Mia Neal (* 1980) ist eine US-amerikanische Maskenbildnerin. Sie ist in der US-Filmbranche als Friseurin und Perückenmacherin tätig.

## Leben
Mia Neal wuchs in Gary, Indiana auf und wurde nach dem College in New York City an der Juilliard School ausgebildet. Danach war sie am Theater beschäftigt und ist seit 2010 als Friseurin und Perückenmacherin im US-amerikanischen Film und Fernsehen tätig.
Für die Biografie Ma Rainey’s Black Bottom wurde sie 2021 zusammen mit Jamika Wilson und Sergio Lopez-Rivera mit dem Oscar für das Beste Make-up und beste Frisuren sowie mit dem British Academy Film Award ausgezeichnet. Zusammen mit Wilson war sie die erste afro-amerikanische Oscar-Preisträgerin in dieser Kategorie.

## Filmografie (Auswahl)
- 2010: It’s Kind of a Funny Story
- 2011: Happy New Year (New Year’s Eve)
- 2012: The Amazing Spider-Man
- 2013: Zugelassen – Gib der Liebe eine Chance (Admission)
- 2014: Top Five
- 2015: Younger (Fernsehserie, 11 Folgen)
- 2019: Der schwarze Diamant (Uncut Gems)
- 2020: Ma Rainey’s Black Bottom
- 2021: The Humans